# Club Europa
Der Club Europa (ursprünglich Züricher Club) ist der selbstgewählte Name eines europäischen Stahlkartells, das im Juni 2010 von der EU-Kommission zu insgesamt 518 Millionen Euro Geldstrafe verurteilt wurde.
Das aus 17 Stahlfirmen bestehende Kartell hatte von 1984 bis 2002 achtzehn Jahre lang mit illegalen Preisabsprachen bei über 550 Treffen den europäischen Markt (außer in Großbritannien, Irland und Griechenland) für Spannstahl aufgeteilt. 2002 gab es eine Kronzeugenaussage von Saarstahl.

## Mitglieder und Strafen

Logo von Arcelor Mittal

Logo von voestalpine

Folgende Unternehmen waren am Kartell beteiligt:
| Unternehmen                          | Geldbuße           |
| ------------------------------------ | ------------------ |
| ArcelorMittal                        | 276.480.000 Euro   |
| WDI/Pampus                           | 56.050.000 Euro    |
| GlobalSteelWire/Tycsa                | 54.389.000 Euro    |
| Emesa/Galycas/ArcelorMittal          | 40.800.000 Euro    |
| voestalpine Austria Draht            | 22.000.000 Euro    |
| Ori Martin/Siderurgica Latina Martin | 19.800.000 Euro    |
| Companhia Previdente/Socitrel        | 12.590.000 Euro    |
| Fapricela                            | 8.874.000 Euro     |
| Nedri/HIT Groep                      | 6.934.000 Euro     |
| Redaelli                             | 6.341.000 Euro     |
| Rautaruukki/Ovako                    | 4.700.000 Euro     |
| Emme Holding                         | 3.249.000 Euro     |
| CB Trafilati Acciai                  | 2.552.500 Euro     |
| Italcables/Antonini                  | 2.386.000 Euro     |
| I.T.A.S.                             | 843.000 Euro       |
| Proderac                             | 482.250 Euro       |
| DWK/Saarstahl                        | 0 Euro (Kronzeuge) |